# 218
218（二百十八、にひゃくじゅうはち）は自然数、また整数において、217の次で219の前の数である。

## 性質
- 218 は合成数であり、約数は1, 2, 109 と 218 である。
  - 約数の和は330。
    - 約数関数から導き出される数列 {\displaystyle a_{n}=\sigma (a_{n-1})} はその初期値によって異なる数列になる。異なる数列になる22番目の初期値(最小の値)を表す数である。1つ前は199、次は226。(ただし1を除く)(オンライン整数列大辞典の数列 A257348)

  - 約数の個数が3連続(217,218,219)で同じになる7番目の中央の数である。1つ前は214、次は231。
- 73番目の半素数である。1つ前は217、次は219。
- 各位の和が11になる19番目の数である。1つ前は209、次は227。
- 218 = 72 + 132
  - 異なる2つの平方数の和で表せる65番目の数である。1つ前は212、次は221。(オンライン整数列大辞典の数列 A004431)
- 218 = 42 + 92 + 112 = 52 + 72 + 122
  - 3つの平方数の和2通りで表せる54番目の数である。1つ前は217、次は226。(オンライン整数列大辞典の数列 A025322)
  - 異なる3つの平方数の和2通りで表せる34番目の数である。1つ前は217、次は225。(オンライン整数列大辞典の数列 A025340)
- 218 = 13 + 13 + 63
  - 3つの正の数の立方数の和1通りで表せる30番目の数である。1つ前は216、次は225。(オンライン整数列大辞典の数列 A025395)
- 218 = 73 − 53
  - 連続素数の立方数の差で表せる3番目の数である。1つ前は98、次は988。(オンライン整数列大辞典の数列 A129701)
- n = 2 のときの n と 9n を並べてできる数である。1つ前は19、次は327。(オンライン整数列大辞典の数列 A009474)

## その他 218 に関連すること
- 年始から数えて218日目は8月6日。
- 西暦218年
- 第218代ローマ教皇はハドリアヌス6世（在位：1522年1月9日～1523年9月14日）である。